# Doom-doom
Doom-doom est une série télévisée française en trois épisodes de 26 minutes créée par Laurent Abitbol et Virgile Bramly et diffusée du 30 mai au 13 juin 2008 sur Canal+.

## Synopsis
Deux tueurs à gages assez atypiques s'interrogent sur la meilleure façon d'exercer leur activité. Pour se couvrir et justifier leurs absences aux yeux de leurs proches, ils se font passer pour des artistes peintres. L'affaire se complique quand l'un des deux tueurs couche avec Julia, la très belle femme de Nataf, un truand local. Celui-ci met alors un contrat sur la tête du tueur... mais se trompe sur l'identité de ce dernier.

## Distribution
- Virgile Bramly : le tueur V
- Michaël Abiteboul : le tueur M
- Maurice Bénichou : Nataf
- Wioletta Michalczuk : Emma, la femme de M
- Aurélie Saada : Julia, le femme de Nataf
- Bernard Blancan : Dreyfus

## Fiche technique
- Titre : Doom-doom
- Réalisation : Laurent Abitbol et Nicolas Mongin
- Scénario : Laurent Abitbol et Virgile Bramly
- Producteur : Gilles Galud (La Parisienne d'Images)
- Directeur de la photographie : Gordon Spooner
- Chef décorateur : Guy Hakim-Settayoun
- Steadycamer :
- Musique originale :
- Pays d'origine : France
- Genre : fiction
- Durée : 3x26 minutes